# Cophixalus monticola
Cophixalus monticola é uma espécie de anfíbio da família Microhylidae.
É endémica da Austrália.
Os seus habitats naturais são: regiões subtropicais ou tropicais húmidas de alta altitude.
Está ameaçada por perda de habitat.